# 赵德芳 (1931年)
赵德芳（1931年12月—2022年9月15日），辽宁岫岩人，中国人民解放军正军职离休干部、原陆军第四十一集团军军长。

## 生平
赵德芳1948年6月入伍，1949年3月加入中国共产党。历任战士、排长、连长、参谋、作训股长、作训科副科长、团参谋长、“塔山英雄团”团长（第12任）、41军123师副师长、41军副参谋长、广西军区副司令员等职。1988年被授予少将军衔。他还是第四届、第五届全国人民代表大会代表。 
2022年9月15日，赵德芳因病于广州逝世，享年91岁。讣告刊登在10月30日的《解放军报》。